# Karl Halaunbrenner
Karl Siegfried Halaunbrenner (* 17. Mai 1881 in Comănești in Rumänien; † 22. Dezember 1938 im KZ Buchenwald) war in der österreichisch-ungarischen Monarchie k.k. Landesgendarm in der Bukowina und im Burgenland.

## Leben
Nachdem Halaunbrenner 1905 die Schulausbildung und den Wehrdienst absolviert hatte, trat er in das k.k. Landesgendarmeriekommando ein, in den folgenden Jahren stieg er zum Wachtmeister und Postenführer auf. Während des Ersten Weltkriegs wurde er zum Erkundungsdienst gegen die russische Armee eingesetzt. Als die Bukowina nach dem Zusammenbruch der Monarchie an Rumänien fiel, floh er nach Wien, wo er seinen Beruf wieder aufnehmen konnte. 1922 wechselte er zum Landesgendarmeriekommando Burgenland. 1925 wurde er nach Großpetersdorf versetzt, auf Grund von Konflikten mit der einheimischen Bevölkerung in den Posten Pamhagen, Halbturn und Hagensdorf. Dort stieg er zum Postenkommandanten auf.

### Archäologe und Sammler
Karl Halaunbrenner begann sich nach seinem beruflichen Wechsel in das Südburgenland zunehmend seinem Hobby, der wissenschaftlichen Erforschung der keltischen und römischen Besiedlung der Region, zu widmen. Um 1928 beteiligte er sich an archäologischen Grabungen, welche er mit der Zeit alleine durchführte. Überwiegend handelte es sich dabei um größere Funde römischer Hügelgräber, die er in den Orten Badersdorf, Eisenberg an der Pinka, Güttenbach, Hamisch, Kirchfidisch, Kleinpetersdorf, Kotezicken, Miedlingsdorf und Zubersbach freilegte. In Kooperation mit seinem Freund, dem Museumsleiter des burgenländischen Landesmuseums Alphons Barb, und dem Förderer und Sammler Sándor Wolf sammelte er unzählige Dokumente und sicherte archäologische Funde. In seiner Freizeit beaufsichtigte er Aus- und Notgrabungen im Bezirk Oberwart. Wegen seiner vielen Arbeiten wurden die römischen Wasserleitung in Rechnitz, die römische Grabkammer in Großpetersdorf und der römische Meilenstein in Kohfidisch aufgefunden. Unter seinen Sammlungen befanden sich hunderte burgenländische Volkslieder, die er dem Landesmuseum übergab. Seine Ergebnisse wurden in landeskundlichen Zeitschriften veröffentlicht. Er erhielt zahlreiche Anerkennungsschreiben von verschiedensten wissenschaftlichen Institutionen in Österreich. Außerdem wurde er vom Bundeskanzleramt zum  ehrenamtlichen Konservator bestellt.
Außerdem sammelte Halaunbrenner Schriften von Gemeinden und Körperschaften und übergab sie an das Landesmuseum. Mit der Errichtung des burgenländischen Landesarchivs 1930 wurde dieses Archivgut an jenes übergeben. Am 4. August 1930 erhielt er die fünfjährige Befugnis zum Archivalenpfleger des Bundeskanzleramts, wodurch ihm der Kontakt zu anderen Archiven erleichtert wurde. So übergab er auch am 2. August 1935 35 kg Archivalien aus verschiedenen Gemeinden an das Landesmuseum. Ein wichtiger Bestandteil seiner Arbeit als Archivalenpfleger galt den Herrschafts- und Schlossarchiven des Südburgenlands. Seine größte Errungenschaft erzielte Halaunbrenner in der Sammlung und Aufbereitung von Archivalen der burgenländischen Judengemeinden und privaten Schriften im Jüdischen Zentralarchiv des Burgenlands. Aufgrund seines Einsatzes im Burgenland wurde ein Archiv in Eisenstadt eingerichtet. Als Raum kam ein leerstehendes Zimmer in der jüdischen Volksschule zum Einsatz, das durch die Landesregierung für Archivzwecke bereitgestellt wurde. Am Dachboden des sogenannten Judengebäudes in Güssing fand er zahlreiche Archivalien von zwei Enkelinnen des ehemaligen Rabbiners Jakob Pollak. Die Geschwister gaben an, dass sie von diesem alten Schriften mehr als das doppelte verbrannt hatten. Auch eine große Sammlung von Liedern, Sprüchen und Reimen kamen aus seiner Sammeltätigkeit hervor. Die von ihm gesammelten Lieder sind nach wie vor ein Teil der Liedersammlung des burgenländischen Volksliedwerks.

### Konflikte
Allerdings wurde ihm seine Liebe zur Wissenschaft als Forscher bald zum Verhängnis. Aufgrund von Vernachlässigung seiner Pflichten als Gendarm wurde er im November 1933 zu einer Disziplinarstrafe verurteilt, die sein Diensteinkommen für ein Jahr um 15 % mindern sollte. Dies wurde ihm jedoch vom Bundespräsidenten erlassen. Halaunbrenner gab zu, sich während seines Dienstes seiner Leidenschaft gewidmet zu haben, jedoch rechtfertigte er sich damit, dass er seine Freizeit lieber sinnvoll mit Wissenschaft nütze, im Gegensatz zu seinen Kollegen, die ihre Zeit lieber im Gasthaus verbrachten. Während seines Verfahrens klagte Halaunbrenner über das Unverständnis der anderen Gendarmeriefunktionäre über seine Forschungen sowie über die Feindseligkeit seiner Mitmenschen aufgrund seines jüdischen Glaubens. Als Beamter ging er auch gegen die verbotene nationalsozialistische und sozialdemokratische Partei vor und zog somit auch den Zorn der Bevölkerung auf sich. Besonders intensiv bekämpfte er die Nationalsozialisten, weshalb er sie auch zu Putzdiensten verpflichten ließ, um die von ihnen beschmutzten Objekte wieder zu säubern. Aufgrund seiner Feindlichkeit gegenüber den Nazis wurde er von etlichen Anhängern der Partei bedroht. Allerdings erhielt Halaunbrenner im Februar 1938 aus nicht bekannten Gründen einen Posten in der nationalsozialistischen Hochburg Oberschützen. Halaunbrenner beklagte immer wieder seine Lage, in der er sich als Jude befand, so auch in einem Gespräch mit seinem Freund, dem Museumsleiter Alphons Barb, in dem er über Intrigen gegen sich berichtete und über Lügengeschichten, in denen er des Verkaufs von Gegenständen beschuldigt wurde. Letztendlich wurde Halaunbrenner auf Grund seines Glaubens am Tag des Anschlusses am 12. März 1938 von der SS verhaftet.

### Ermordung
Nach der Verhaftung durch die SS am Tage des Anschlusses am 12. März 1938 wurde der Bezirksinspektor Karl Halaunbrenner nach schweren Misshandlungen in das Konzentrationslager Dachau gebracht. Nach einiger Zeit wurde er in das Konzentrationslager Buchenwald überstellt, in welchem er am 22. Dezember 1938 als Häftling mit der Nummer 1255 ermordet wurde.